# Церковь Уверения Фомы на Мячине
Церковь Уверения Фомы на Мячине — недействующий православный храм в Великом Новгороде, расположенный на озере Мячине, за окольным городом, в черте бывшего Людина конца на Софийской стороне.

## История

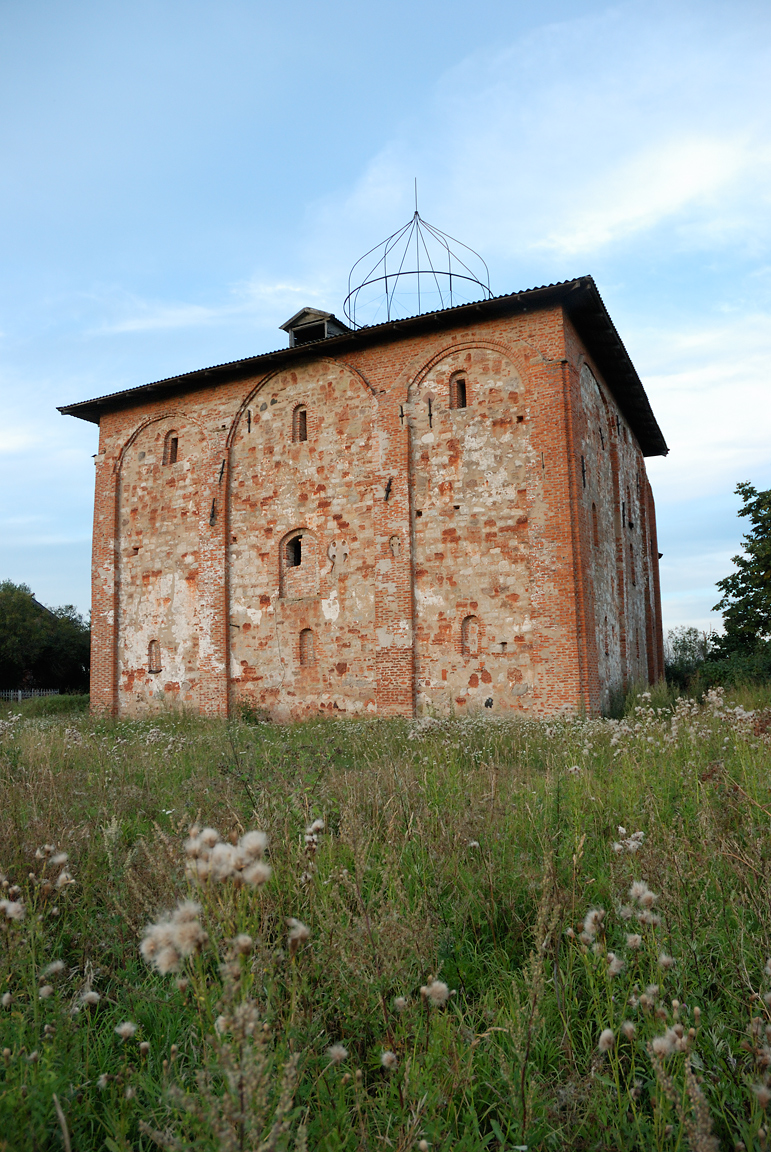
Западный фасад

Церковь принадлежала Воскресенскому женскому монастырю на Мячине и впервые упоминается в летописи под 1136 годом (тогда в обители произошёл пожар и деревянный храм был полностью уничтожен).
Первая одноглавая каменная церковь на этом месте была построена по благословению архиепископа Мартирия в 1195—1196 годах в стиле псково-новгородской архитектуры XII—XIII веков. В 1386 году храм пострадал от пожара, а к середине XV века рухнул от ветхости. В 1463—1464 года на основании старой церкви была построена новая. В её стенах использовали плинфу и известняковые плиты из старого храма. Западный фасад был богато оформлен декоративными окошками и вмонтированными в стены белокаменными крестами. Храм не имел матроней и эмпоров, был расписан изнутри (небольшие фрагменты росписи на стенах и столбах в уровне пола XIV века сохранились до наших дней).
В 1570 году, при опричном погроме Новгорода, организованном Иваном Грозным, были убиты все монахи во главе с настоятелем.
В Смутное время, в период оккупации Новгорода шведами, церковь сильно пострадала, а сам монастырь опустел и был возобновлён лишь в 1626 году, когда церковь заново освятили.
В 1752 году монастырь был упразднён, а его храмы в 1763 году были обращены в приходские церкви. В тот период церковь Уверения Фомы перестраивалась — часть сводов и купол были переложены заново. С конца XIX века храм действовал как приписной к расположенной неподалёку церкви Петра и Павла на Сильнище (Синичьей горе).
В период Великой Отечественной войны здание храма сильно пострадало, так как немецкая армия использовала его как огневую точку, а при устройстве блиндажа под церковью был перекопан грунт, в результате чего были утрачены крыльцо и оригинальный фундамент.
В 1959 году от удара молнии осыпалась облицовка юго-западного угла церкви, а в 1960 году рухнули обветшавшие купол и кровля. В 1961—1963 годах в церкви были проведены консервационно-реставрационные работы — её перекрыли новым сводом, а место барабана и главы обозначили проволочным каркасом. Проект был разработан Леонидом Егоровичем Красноречьевым.

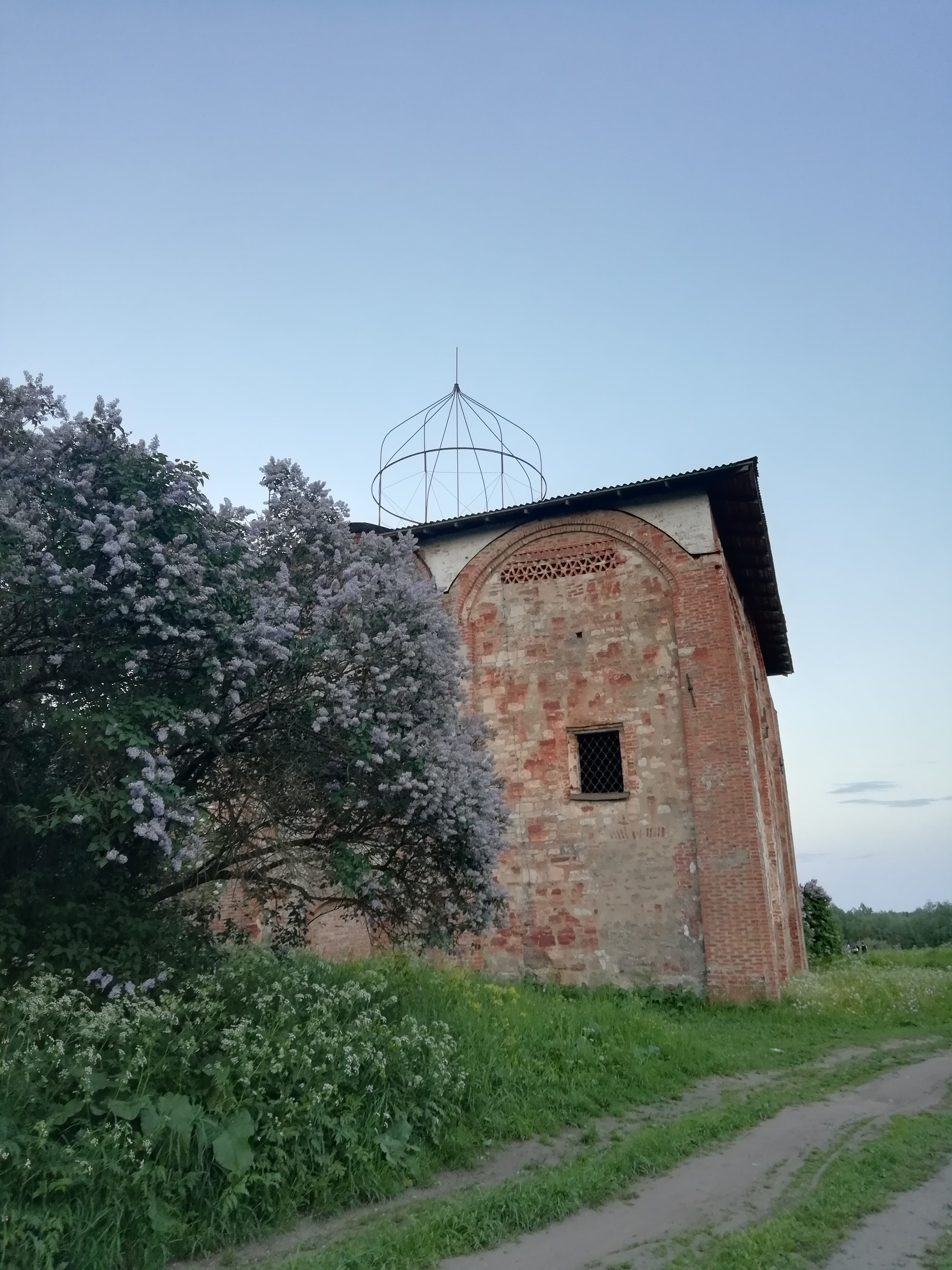
Это фотография объекта культурного наследия России c номером

Ныне комплекс входит в ансамбль построек Новгорода, охраняемых ЮНЕСКО как всемирное культурное наследие. Храм находится в аварийном состоянии, закрыт и доступен для осмотра лишь снаружи.